# Kallithea (Rhodos)
Kallithea (griechisch Καλλιθέα (f. sg.); wörtl. Übersetzung ‚gute Aussicht') ist ein Gemeindebezirk im Nordosten der griechischen Dodekanesinsel Rhodos und umfasst etwa ein Zwölftel der Landfläche der Insel.
Kalythies mit 2836 Einwohnern ist der Hauptort.

## Verwaltungsgliederung
Kallithea bildete bis zur Verwaltungsreform 2010 eine eigenständige Stadtgemeinde und hat seitdem den Status eines Gemeindebezirks. Die ehemaligen Gemeindebezirke bilden Stadtbezirke oder eine Ortsgemeinschaft.
| Stadtbezirk Ortsgemeinschaft | griechischer Name           | Code     | Fläche (km²) | Einwohner 2001 | Einwohner 2011 | Dörfer und Siedlungen              |
| ---------------------------- | --------------------------- | -------- | ------------ | -------------- | -------------- | ---------------------------------- |
| Kalythies                    | Δημοτική Κοινότητα Καλυθιών | 69010601 | 43,206       | 5861           | 4832           | Kalythies, Faliraki                |
| Koskinou                     | Δημοτική Κοινότητα Κοσκινού | 69010602 | 19,998       | 3224           | 3679           | Koskinou, Ammoudes, Vrysia, Tsairi |
| Psinthos                     | Τοπική Κοινότητα Ψίνθου     | 69010603 | 45,315       | 1166           | 0853           | Psinthos                           |
| Gesamt                       | Gesamt                      | 690106   | 108,519      | 10251          | 9364           |                                    |

## Geschichte
Seit der Zeit des römischen Kaisers Augustus ist Kallithea für seine nahe gelegenen Thermen bekannt, die auch von Augustus besucht worden sein sollen.

## Geografie
Die Thermalbad- und Parkanlage von Kallithea liegt etwa 9 Kilometer südlich von Rhodos-Stadt und etwa zwei Kilometer nördlich der touristisch genutzten Nord-Bucht von Faliraki. Von der Küstenstraße führt durch einen kleinen Wald eine kurze Stichstraße in Richtung Meer hinunter. Hier hält auch der Bus. Direkt südlich der Thermen ist ein schmaler Strand, der durch einen Wald erreicht werden kann.

### Thermenanlage
Das Thermalbad der italienischen Architekten Pietro Lombardi und Armando Bernabiti wurde am 1. Juli 1929 nach etwa zwei Jahren Bauzeit eingeweiht und war bis zum Zweiten Weltkrieg in Betrieb, bevor es durch ein Bombardement größtenteils zerstört wurde. An den sechs schwefelhaltigen, warmen Quellen, die seither trocken gefallen sind, wurden früher Rheuma und Krankheiten wie Nieren- und Blasenleiden oder chronische Verstopfung kuriert. Das schwefelhaltige Wasser der versiegten Quelle hatte auch eine abführende Wirkung.
2007 wurde die Thermalanlage nach mehrere Jahre andauernden Renovierungen neu eröffnet. Die Bucht von Kallithea ist eine beliebte exklusive Badebucht. Bekannt ist die Anlage insbesondere für die aufwendig gestalteten Mosaiken aus weißen und schwarzen Kieselsteinen im traditionellen griechischen Stil.

### Tauchen
In den Thermen befindet sich eine Tauchschule. Zum Baden im Meer ist eine Badestelle aus Stein- und Betonplatten vorhanden. Das Wasser ist hier klar und auch gut zum Schnorcheln geeignet, aber der Meeresgrund kann von normalen Schnorchlern nur für wenige Meter vom Ufer aus erreicht werden, da der Meeresboden hier steil abfällt.

### Filmkulisse
In der Thermenanlage wurden mehrere Filme gedreht, so beispielsweise „Urlaub auf Rhodos“ aus der britischen Krimireihe „Die Abenteuer des Hercule Poirot“ und der Spielfilm „Die Kanonen von Navarone“ mit Anthony Quinn.

### Galerie

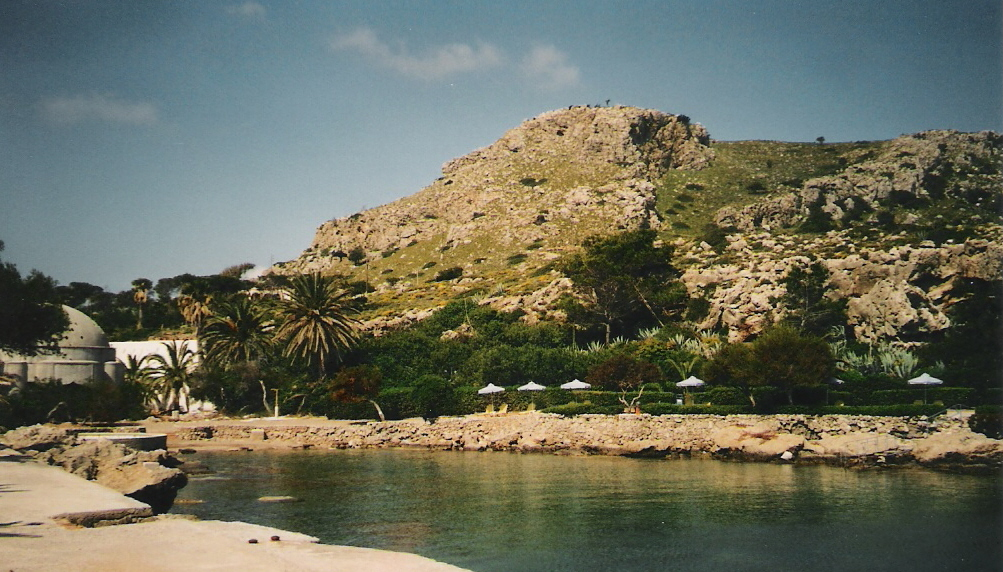
Badebucht in den Thermen, 2002
Eingang zu den Thermen, 2008
Große Rotunde in der Therme, 2008
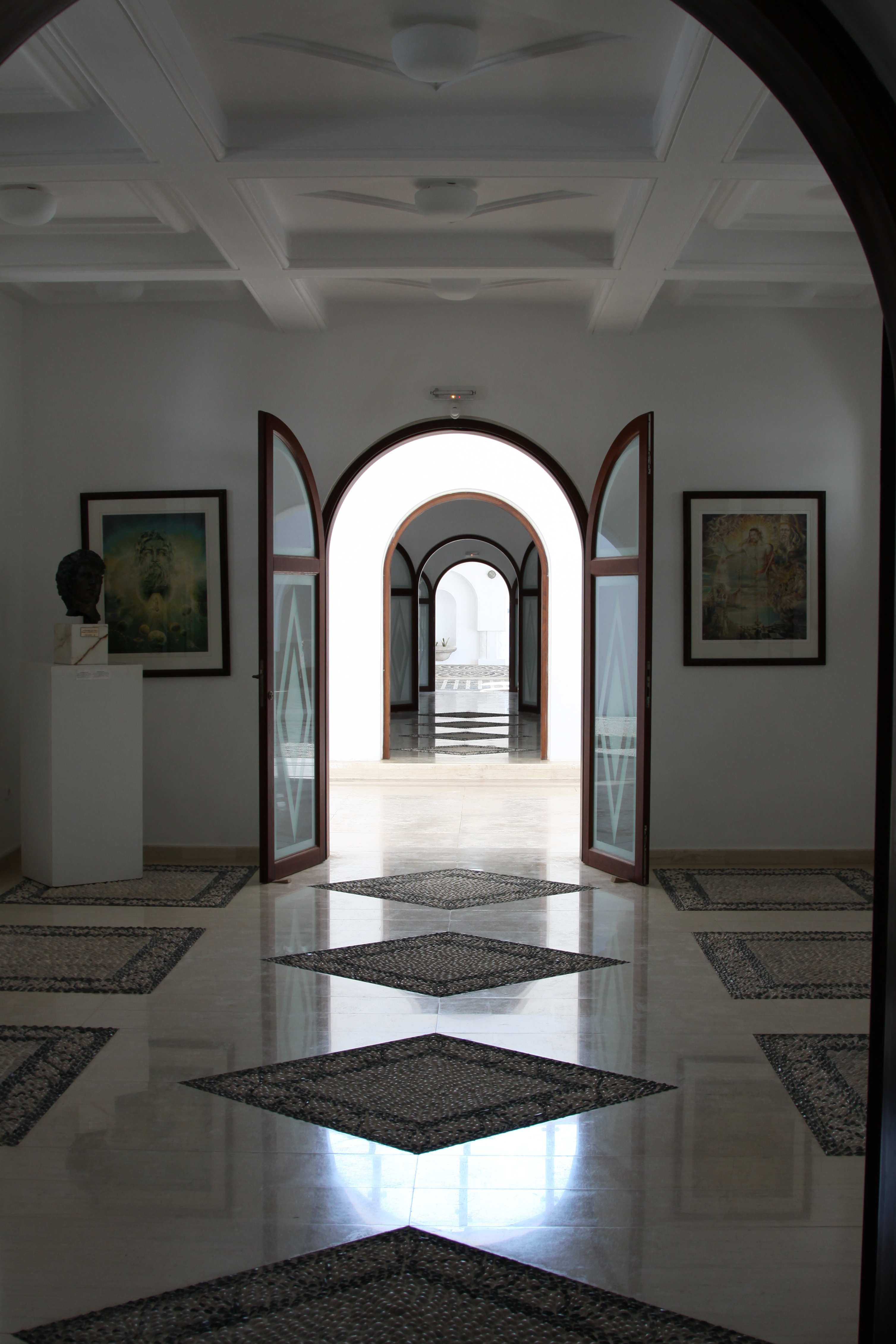
Innenansicht 2010
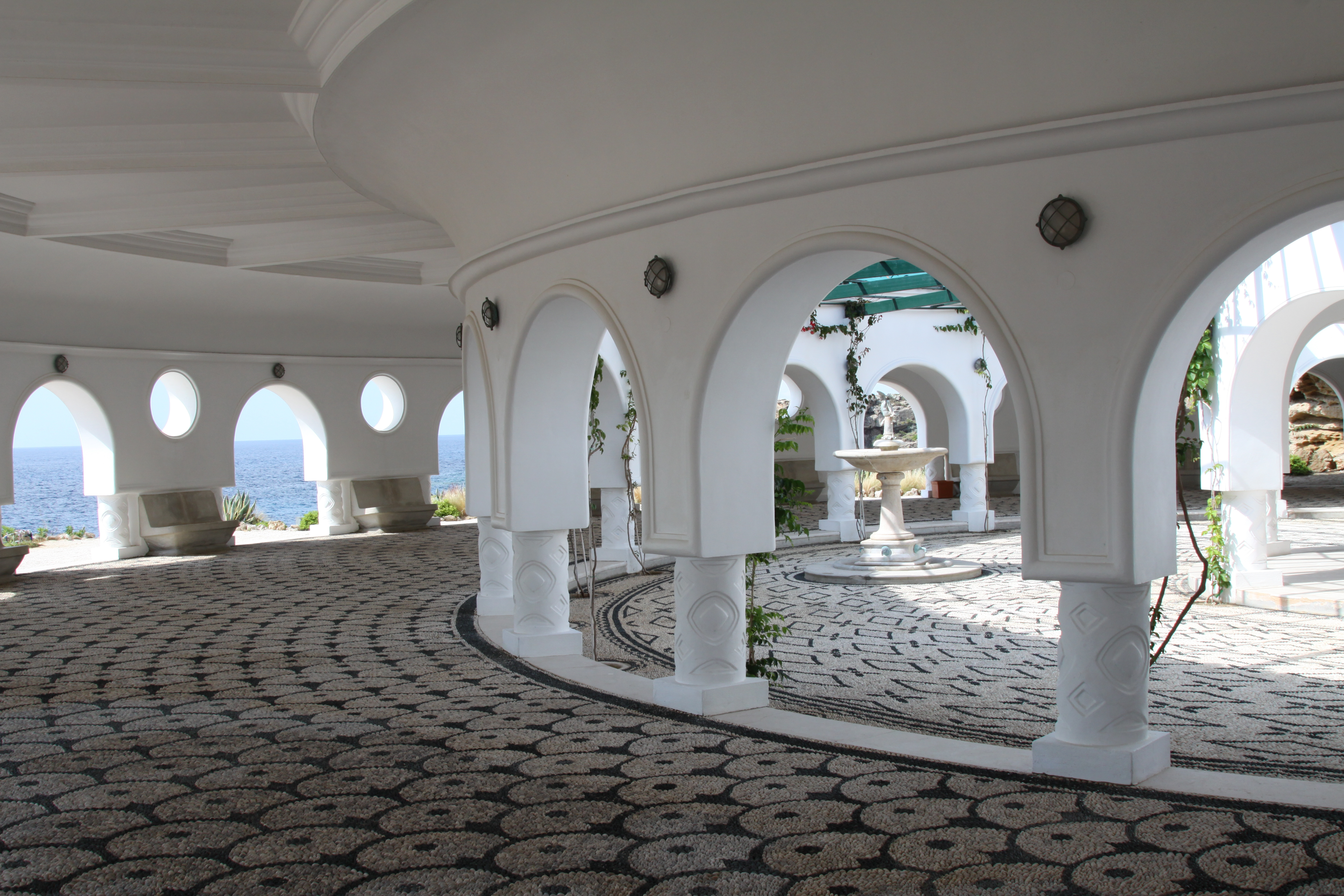
Innenansicht 2010